# Liste der Stolpersteine in Helsinki
Die Liste der Stolpersteine in Helsinki listet alle Stolpersteine in der finnischen Hauptstadt Helsinki auf. Stolpersteine erinnern an das Schicksal der Menschen, die von den Nationalsozialisten ermordet, deportiert, vertrieben oder in den Suizid getrieben wurden. Die Stolpersteine wurden vom Kölner Künstler Gunter Demnig konzipiert und werden im Regelfall von ihm selbst verlegt.
Die ersten drei Stolpersteine (finnisch kompastuskivet, schwedisch snubbelstenar) in Helsinki – und damit die ersten in Finnland – wurden am 4. Juni 2018 verlegt, ein vierter Stein am 8. Juni 2019. Drei weitere Steine wurden in November 2020 verlegt. Die achte Person in der Gruppe, der aus Schweden nach Finnland eingereiste Handelsreisende Hans Szybilski, hat seit Juni 2019 einen Stolperstein in Stockholm.
Insgesamt übergaben die finnischen Behörden während des Zweiten Weltkrieges fünf jüdische Männer an die Gestapo. Drei Familienangehörige sollen sie aus freien Stücken begleitet haben. Die Ausgewiesenen waren:
- Heinrich Huppert, begleitet von seinem Sohn Kurt,
- Georg Kollmann, begleitet von Frau Janka und Sohn Franz Olof,
- Elias Kopelowsky,
- Hans Korn und
- Hans Szybilski.

Mit Ausnahme von Kopelowsky und Szybilski waren alle österreichischer Herkunft. Georg Kollmann war der einzige der acht, der das NS-Regime überlebte. Die Übergabe erfolgte am 6. November 1942 in der estnischen Hauptstadt Tallinn, 80 Kilometer südlich von Helsinki.

## Liste der Stolpersteine
Die Tabelle ist teilweise sortierbar; die Grundsortierung erfolgt alphabetisch nach dem Familiennamen.
| Bild                                 | Inschrift | Übersetzung | Standort                     | Biographie |
| ------------------------------------ | --- | --- | ---------------------------- | --- |
| Stolperstein für Heinrich Huppert    | Tässä asui Heinrich Huppert s. 1896 Wien pakeni Suomeen luovutettiin Gestapolle 6.11.1942 vietiin Auschwitziin 1943 murhattiin                 | Hier wohnte Heinrich Huppert geb. 1896 in Wien geflohen nach Finnland der Gestapo übergeben 6.11.1942 1943 nach Auschwitz gebracht ermordet                | Viherniemenkatu 5 ·          | |
| Stolperstein für Kurt Huppert        | Tässä asui Kurt Huppert s. 1931 Wien pakeni Suomeen luovutettiin Gestapolle 6.11.1942 vietiin Auschwitziin 1943 murhattiin                     | Hier wohnte Kurt Huppert geb. 1931 in Wien geflohen nach Finnland der Gestapo übergeben 6.11.1942 1943 nach Auschwitz gebracht ermordet                    | Viherniemenkatu 5 ·          | |
| Stolperstein für Franz Olof Kollmann | Tässä asui Franz Olof Kollmann s. 1941 Helsinki luovutettiin Gestapolle 6.11.1942 vietiin Auschwitziin 1943 murhattiin                         | Hier wohnte Franz Olof Kollmann geb. 1941 in Helsinki der Gestapo übergeben 6.11.1942 1943 nach Auschwitz gebracht ermordet                                | Munkkiniemen puistotie 18B · | Georg Kollmann wurde am 19. November 1912 in Wien geboren. Seine Eltern waren Robert und Friederike Kollmann. Er hatte einen Halbbruder, Stefan Kollmann, geboren 1918, der auch „Ze'ev“ genannt wurde. Janka Kollmann wurde am 10. September 1910 in Nyíregyháza (Ungarn) geboren. Ihre Eltern waren Ludvig Holczer (geboren am 31. März 1879 in Bardejov in der heutigen Slowakei) und Regina geb. Szendrovics (geboren am 25. Januar 1876 im ungarischen Sumegh). Sie hatte einen Bruder, Josef (geboren um 1906) und zwei Schwestern, Margit (geboren 1907) und Ana (geboren 1914). Das Paar flüchtete nach Finnland. Dort kam im Mai 1942 der gemeinsame Sohn Franz Olof zur Welt. 18 Monate später wurden Eltern und Kind festgenommen und am 6. November 1942 an die Gestapo ausgeliefert. Am 19. Februar 1943 wurde die Familie von Berlin aus mit Transport Nr. 29 in das Konzentrationslager Auschwitz deportiert. Mutter und Kind wurden unmittelbar nach der Ankunft am 20. Februar 1943 vom NS-Regime in einer Gaskammer ermordet. Georg Kollmann überlebte Auschwitz. Er war in zweiter Ehe mit Olivia verheiratet und hatte mit ihr zumindest eine Tochter, Orna. Er starb am 3. Oktober 1992 in Israel. Sein Halbbruder überlebte ebenfalls den Holocaust. Janka Kollmanns Vater und Mutter, ihre Schwester Margit und deren Ehemann wurden ebenfalls im Rahmen des Holocaust ermordet, alle auch in Auschwitz. Ihre beiden anderen Geschwister überlebten. |
| Stolperstein für Georg Kollmann      | Tässä asui Tri Georg Kollmann s. 1912 Itävalta pakeni Suomeen luovutettiin Gestapolle 6.11.1942 vietiin Auschwitziin 1943 vapautui             | Hier wohnte Dr. Georg Kollmann geb. 1912 in Österreich geflohen nach Finnland der Gestapo übergeben 6.11.1942 1943 nach Auschwitz gebracht befreit         | Munkkiniemen puistotie 18B · | Georg Kollmann wurde am 19. November 1912 in Wien geboren. Seine Eltern waren Robert und Friederike Kollmann. Er hatte einen Halbbruder, Stefan Kollmann, geboren 1918, der auch „Ze'ev“ genannt wurde. Janka Kollmann wurde am 10. September 1910 in Nyíregyháza (Ungarn) geboren. Ihre Eltern waren Ludvig Holczer (geboren am 31. März 1879 in Bardejov in der heutigen Slowakei) und Regina geb. Szendrovics (geboren am 25. Januar 1876 im ungarischen Sumegh). Sie hatte einen Bruder, Josef (geboren um 1906) und zwei Schwestern, Margit (geboren 1907) und Ana (geboren 1914). Das Paar flüchtete nach Finnland. Dort kam im Mai 1942 der gemeinsame Sohn Franz Olof zur Welt. 18 Monate später wurden Eltern und Kind festgenommen und am 6. November 1942 an die Gestapo ausgeliefert. Am 19. Februar 1943 wurde die Familie von Berlin aus mit Transport Nr. 29 in das Konzentrationslager Auschwitz deportiert. Mutter und Kind wurden unmittelbar nach der Ankunft am 20. Februar 1943 vom NS-Regime in einer Gaskammer ermordet. Georg Kollmann überlebte Auschwitz. Er war in zweiter Ehe mit Olivia verheiratet und hatte mit ihr zumindest eine Tochter, Orna. Er starb am 3. Oktober 1992 in Israel. Sein Halbbruder überlebte ebenfalls den Holocaust. Janka Kollmanns Vater und Mutter, ihre Schwester Margit und deren Ehemann wurden ebenfalls im Rahmen des Holocaust ermordet, alle auch in Auschwitz. Ihre beiden anderen Geschwister überlebten. |
| Stolperstein für Janka Kollmann      | Tässä asui Janka Kollmann o. s. Holčerová s. 1910 Unkari pakeni Suomeen luovutettiin Gestapolle 6.11.1942 vietiin Auschwitziin 1943 murhattiin | Hier wohnte Janka Kollmann geb. Holčerová geb. 1910 in Ungarn geflohen nach Finnland der Gestapo übergeben 6.11.1942 1943 nach Auschwitz gebracht ermordet | Munkkiniemen puistotie 18B · | Georg Kollmann wurde am 19. November 1912 in Wien geboren. Seine Eltern waren Robert und Friederike Kollmann. Er hatte einen Halbbruder, Stefan Kollmann, geboren 1918, der auch „Ze'ev“ genannt wurde. Janka Kollmann wurde am 10. September 1910 in Nyíregyháza (Ungarn) geboren. Ihre Eltern waren Ludvig Holczer (geboren am 31. März 1879 in Bardejov in der heutigen Slowakei) und Regina geb. Szendrovics (geboren am 25. Januar 1876 im ungarischen Sumegh). Sie hatte einen Bruder, Josef (geboren um 1906) und zwei Schwestern, Margit (geboren 1907) und Ana (geboren 1914). Das Paar flüchtete nach Finnland. Dort kam im Mai 1942 der gemeinsame Sohn Franz Olof zur Welt. 18 Monate später wurden Eltern und Kind festgenommen und am 6. November 1942 an die Gestapo ausgeliefert. Am 19. Februar 1943 wurde die Familie von Berlin aus mit Transport Nr. 29 in das Konzentrationslager Auschwitz deportiert. Mutter und Kind wurden unmittelbar nach der Ankunft am 20. Februar 1943 vom NS-Regime in einer Gaskammer ermordet. Georg Kollmann überlebte Auschwitz. Er war in zweiter Ehe mit Olivia verheiratet und hatte mit ihr zumindest eine Tochter, Orna. Er starb am 3. Oktober 1992 in Israel. Sein Halbbruder überlebte ebenfalls den Holocaust. Janka Kollmanns Vater und Mutter, ihre Schwester Margit und deren Ehemann wurden ebenfalls im Rahmen des Holocaust ermordet, alle auch in Auschwitz. Ihre beiden anderen Geschwister überlebten. |
|                                      | Tässä asui Elias Kopelowsky s. 1882 Ilgen pakeni Suomeen luovutettiin Gestapolle 6.11.1942 vietiin Auschwitziin 1943 murhattiin                | Hier wohnte Elias Kopelowsky geb. 1882 in Ilgen geflohen nach Finnland der Gestapo übergeben 6.11.1942 1943 nach Auschwitz gebracht ermordet               | Yrjönkatu 26 ·               | |
| Stolperstein für Hans Korn           | Tässä asui Hans Korn s. 1919 Bielitz pakeni Suomeen luovutettiin Gestapolle 6.11.1942 vietiin Auschwitziin 1943 murhattiin                     | Hier wohnte Hans Korn geb. 1919 in Bielitz geflohen nach Finnland der Gestapo übergeben 6.11.1942 1943 nach Auschwitz gebracht ermordet                    | Korkeavuorenkatu 3 ·         | |